# فهرست ایستگاه‌های راه‌آهن در ترکیه
در ادامه فهرست ایستگاه‌های راه‌آهن در ترکیه آورده شده است. اگرچه صدها ایستگاه وجود دارد، فقط ایستگاه‌های شاخص معرفی شده است.

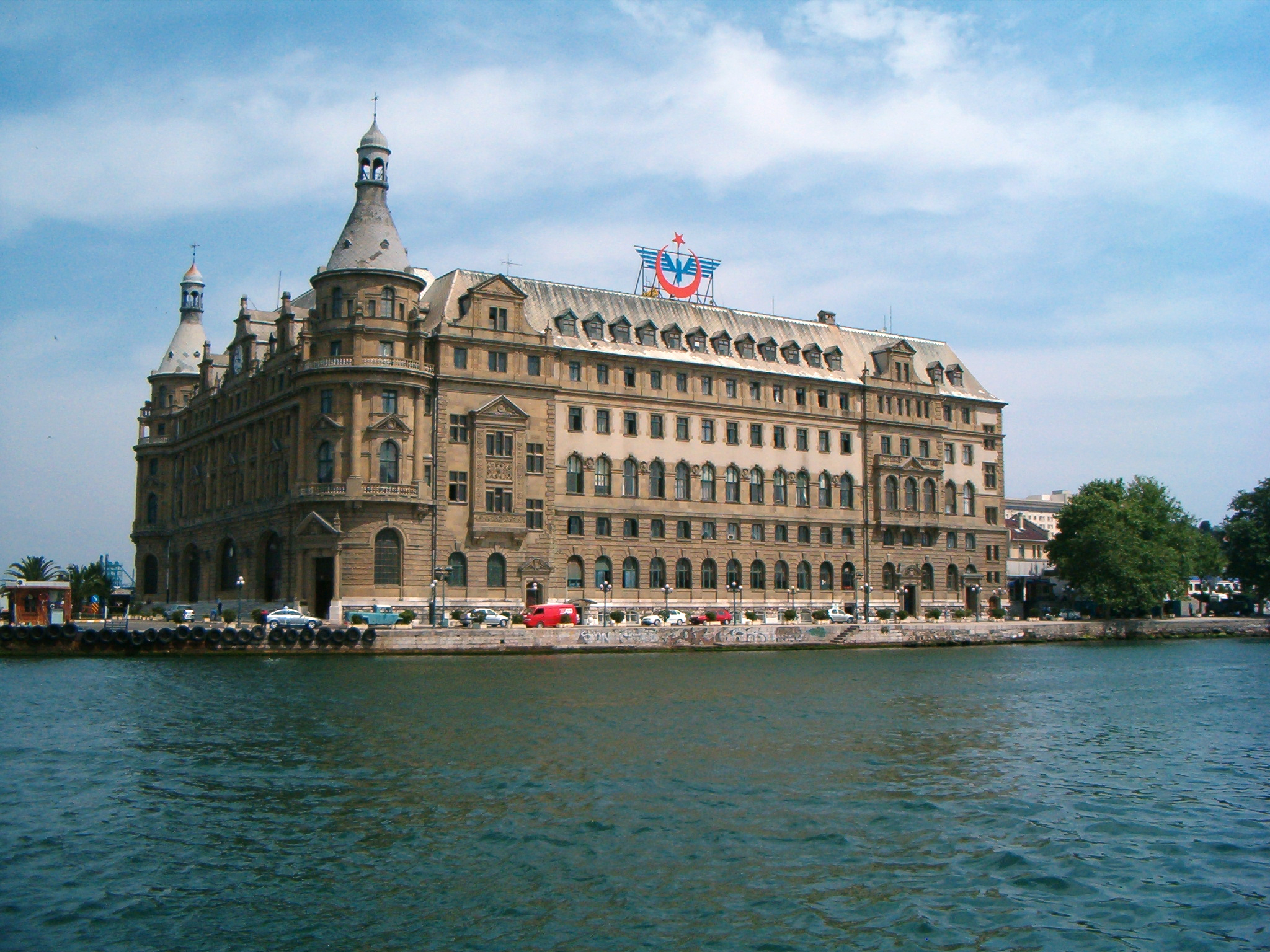
ترمینال حیدرپاشا، استانبول

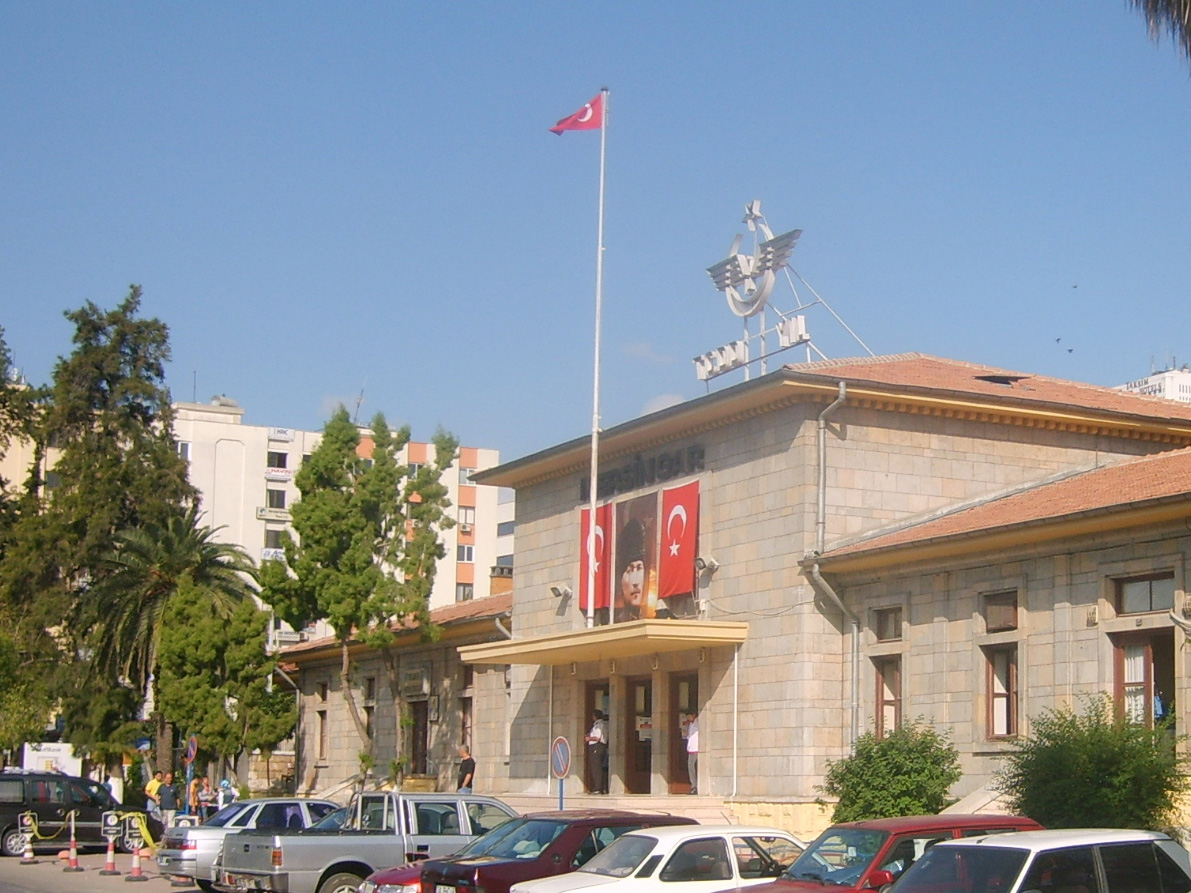
ترمینال مرسین

| ایستگاه                              | استان                  |
| ------------------------------------ | ---------------------- |
| ایستگاه راه‌آهن آدانا                 | آدانا                  |
| ایستگاه راه‌آهن Adapazarı             | سقاریه                 |
| ایستگاه راه‌آهن افیون                 | افیون                  |
| ایستگاه راه‌آهن Alpu                  | اسکیشهر                |
| ایستگاه راه‌آهن آنکارا                | آنکارا                 |
| ایستگاه راه‌آهن Arifiye               | سقاریه                 |
| ایستگاه راه‌آهن Balıkesir             | بالیکسیر               |
| ایستگاه راه‌آهن Bandırma              | بالیکسیر               |
| ایستگاه راه‌آهن Bilecik YHT           | استان بیله‌جک           |
| ایستگاه راه‌آهن Bozuyuk YHT           | بیله جک                |
| ایستگاه راه‌آهن Çatal                 | ازمیر                  |
| ایستگاه راه‌آهن دنیزلی                | دنیزلی                 |
| ایستگاه راه‌آهن امیرالم               | ازمیر                  |
| ایستگاه راه‌آهن Enveriye              | اسکیشهر                |
| ایستگاه مرکزی Eskişehir              | اسکیشهر                |
| ایستگاه راه‌آهن Gaziantep             | غازی عینتاب            |
| ایستگاه راه‌آهن گبز                   | قوجاایلی               |
| ایستگاه راه‌آهن Goncalı               | دنیزلی                 |
| ایستگاه راه‌آهن هالکاپینار            | ازمیر                  |
| ایستگاه راه‌آهن İslahiye              | غازی عینتاب            |
| ایستگاه راه‌آهن بستان‌جی استانبول      | استانبول (طرف آسیایی)  |
| ترمینال حیدرپاشا استانبول            | استانبول (طرف آسیایی)  |
| ترمینال Sirkeci استانبول             | استانبول (طرف اروپایی) |
| ایستگاه راه‌آهن Söğütlüçeşme استانبول | استانبول (طرف آسیایی)  |
| ترمینال Alsancak ازمیر               | ازمیر                  |
| ترمینال Basmane ازمیر                | ازمیر                  |
| ایستگاه راه‌آهن ازمیت                 | قوجاایلی               |
| ایستگاه راه‌آهن Kars                  | قارص                   |
| ایستگاه راه‌آهن Kayseri               | قیصریه                 |
| ایستگاه راه‌آهن Konya                 | قونیه                  |
| ایستگاه راه‌آهن مانیسا                | مانیسا                 |
| ایستگاه راهآهن ماردین                | ماردین                 |
| ایستگاه راه‌آهن Menemen               | ازمیر                  |
| ترمینال مرسین                        | مرسین                  |
| ایستگاه Mithatpaşa                   | سقاریه                 |
| ایستگاه قطار Nusaybin                | ماردین                 |
| ایستگاه راه‌آهن Ödemiş                | ازمیر                  |
| ایستگاه راه‌آهن Pancar                | ازمیر                  |
| ایستگاه راه‌آهن Pamukova YHT          | سقاریه                 |
| ایستگاه راه‌آهن Polatli YHT           | آنکارا                 |
| ایستگاه راه‌آهن Sapanca               | سقاریه                 |
| ایستگاه راه‌آهن Saraykoy              | دنیزلی                 |
| ایستگاه راهآهن Sarikamis             | کارس                   |
| ایستگاه راه‌آهن Selcuk                | ازمیر                  |
| ایستگاه راه‌آهن Süngütaşı             | کارس                   |
| ایستگاه راه‌آهن طارسوس                | مرسین                  |
| ایستگاه راه‌آهن تاتوان                | بیتلیس                 |
| ایستگاه راه‌آهن Torbali               | ازمیر                  |
| ایستگاه راه‌آهن Yenice                | مرسین                  |